# Dibunus maculatipes
Dibunus maculatipes is een hooiwagen uit de familie Epedanidae. De originele naamcombinatie (protoniem) was Tetracudorsum maculatipes Roewer, 1915. Een volgende naamrecombinatie werd gepubliceerd als Dibunus maculatipes (Roewer, 1915) in Goodnight & Goodnight 1957 (impliciet van generiek synoniem).